# Шалфей сирийский
Шалфей сирийский (лат. Salvia syriaca) — многолетнее растение, вид рода Шалфей (Salvia) семейства Яснотковые (Lamiaceae).

## Распространение и экология
Встречается на Ближнем Востоке (без Африканской и Арвийской частей) и Закавказье.
Произрастает по сухим склонам гор, на горных лугах и сорных местах.

## Ботаническое описание
Растение высотой 30—50 см.
Стебель прямой, простой, по всей длине ворсинчато-опушённый.
Нижние стеблевые листья продолговато-яйцевидные, длиной 5,5—16 см, шириной 3,4—9,5 см, тупые или острые, сердцевидные, морщинистые, по краю слабо выгрызенно-зубчатые, на черешках в три раза короче пластинки; средние стеблевые мельче, с более короткими черешками; верхние ещё более мелкие, сидячие. Прицветные — широкие, ширина превосходит длину, почти полуокруглые, коротко заострённые, сидячие, стеблеобъемлющие.
Соцветие метёльчатое, с 7—11 длинными дважды- или трижды-ветвистыми побегами, несущими 2—6-цветковые ложные мутовки; цветоножки длиной 3—5 мм, неодинаковые по длине, густо и коротко опушённые; чашечка колокольчатая, длиной 6—10 мм, 10—12-рёберная; венчик белый, длиной 8—12 мм.
Орешки широко эллипсоидальные, трёхгранные, длиной 2,5—3 мм, желтоватые.

## Классификация

### Таксономия
Вид Шалфей сирийский входит в род Шалфей (Salvia) подсемейства Котовниковые (Nepetoideae) семейства Яснотковые (Lamiaceae) порядка Ясноткоцветные (Lamiales).
|  |                                      |  |                                                             |                                                             |                      |  | ещё 21 семейство (согласно Системе APG II) | ещё 21 семейство (согласно Системе APG II)  |                                             |  |  |  | ещё 110—130 родов | ещё 110—130 родов    |  |  |
|  |                                      |  |                                                             |                                                             |                      |  | ещё 21 семейство (согласно Системе APG II) | ещё 21 семейство (согласно Системе APG II)  |                                             |  |  |  | ещё 110—130 родов | ещё 110—130 родов    |  |  |
|  |                                      |  |                                                             | порядок Ясноткоцветные                                      |                      |  |                                            |                                             | подсемейство Котовниковые                   |  |  |  |                   | вид Шалфей сирийский |  |  |
|  |                                      |  |                                                             | порядок Ясноткоцветные                                      |                      |  |                                            |                                             | подсемейство Котовниковые                   |  |  |  |                   | вид Шалфей сирийский |  |  |
|  | отдел Цветковые, или Покрытосеменные |  |                                                             |                                                             | семейство Яснотковые |  |                                            |                                             | род Шалфей                                  |  |  |  |                   |                      |  |  |
|  | отдел Цветковые, или Покрытосеменные |  |                                                             |                                                             |                      |  |                                            |                                             |                                             |  |  |  |                   |                      |  |  |
|  |                                      |  | ещё 44 порядка цветковых растений (согласно Системе APG II) | ещё 44 порядка цветковых растений (согласно Системе APG II) |                      |  |                                            | ещё 7 подсемейств (согласно Системе APG II) | ещё 7 подсемейств (согласно Системе APG II) |  |  |  | ещё 700—900 видов |                      |  |  |
|  |                                      |  |                                                             | ещё 44 порядка цветковых растений (согласно Системе APG II) |                      |  |                                            |                                             | ещё 7 подсемейств (согласно Системе APG II) |  |  |  |                   |                      |  |  |